# Maladera gopaldharae
Maladera gopaldharae är en skalbaggsart som beskrevs av Ahrens 2004. Maladera gopaldharae ingår i släktet Maladera och familjen Melolonthidae. Inga underarter finns listade i Catalogue of Life.